# VM i mountainbike 2016
VM i mountainbike 2016 var den 27. udgave af VM i mountainbike. Til forskel fra de forrige gange, blev de forskellige discipliner holdt to forskellige steder. VM i cross-country blev afholdt i Nové Město na Moravě, Tjekkiet fra 28. juni til 3. juli 2016. downhill, four-cross og trials konkurrencer blev afholdt i Val di Sole, Italien fra 29. august til 11. september 2016.

## Medaljer

### Mændenes konkurrencer
| Konkurrence              | Guld                               | Sølv                                    | Bronze                                   |
| ------------------------ | ---------------------------------- | --------------------------------------- | ---------------------------------------- |
| Cross-country            | Nino Schurter · Schweiz (SUI)      | Jaroslav Kulhavy · Tjekkiet (CZE)       | Julien Absalon · Frankrig (FRA)          |
| Under 23 Cross-country   | Samuel Gaze · New Zealand (NZL)    | Victor Koretzky · Frankrig (FRA)        | Marcel Guerrini · Schweiz (SUI)          |
| Junior Cross-country     | Thomas Bonnet · Frankrig (FRA)     | Vital Albin · Schweiz (SUI)             | Tobias Halland Johannessen · Norge (NOR) |
| Cross-country eliminator | Daniel Federspiel · Østrig (AUT)   | Simon Gegenheimer · Tyskland (GER)      | Fabrice Mels · Belgien (BEL)             |
| Downhill                 | Danny Hart · Storbritannien (GBR)  | Laurie Greenland · Storbritannien (GBR) | Florent Payet · Frankrig (FRA)           |
| Junior Downhill          | Finnley Iles · Canada (CAN)        | Magnus Manson · Canada (CAN)            | Gaetan Vige · Frankrig (FRA)             |
| Four-cross               | Mitja Ergaver · Slovenien (SLO)    | Hannes Slavik · Østrig (AUT)            | Luke Cryer · Storbritannien (GBR)        |
| Trials, 20 inch          | Abel Mustieles · Spanien (ESP)     | Benito Ros · Spanien (ESP)              | Ion Areitio · Spanien (ESP)              |
| Trials, 26 inch          | Jack Carthy · Storbritannien (GBR) | Gilles Coustellier · Frankrig (FRA)     | Kenny Belaey · Belgien (BEL)             |
| Junior Trials, 20 inch   | Eloi Palau · Spanien (ESP)         | Nicolas Vallée · Frankrig (FRA)         | Samuel Hlavatý · Slovakiet (SVK)         |
| Junior Trials, 26 inch   | Nicolas Vallée · Frankrig (FRA)    | Jordi Araque · Spanien (ESP)            | Noah Cardona · Frankrig (FRA)            |

### Kvindernes konkurrencer
| Konkurrence              | Guld                                   | Sølv                               | Bronze                            |
| ------------------------ | -------------------------------------- | ---------------------------------- | --------------------------------- |
| Cross-country            | Annika Langvad · Danmark (DEN)         | Lea Davison · USA (USA)            | Emily Batty · Canada (CAN)        |
| Under 23 Cross-country   | Jenny Rissveds · Sverige (SWE)         | Sina Frei · Schweiz (SUI)          | Alessandra Keller · Schweiz (SUI) |
| Junior Cross-country     | Ida Jansson · Sverige (SWE)            | Lisa Pasteiner · Østrig (AUT)      | Martina Berta · Italien (ITA)     |
| Cross-country eliminator | Linda Indergand · Schweiz (SUI)        | Kathrin Stirnemann · Schweiz (SUI) | Ramona Forchini · Schweiz (SUI)   |
| Downhill                 | Rachel Atherton · Storbritannien (GBR) | Myriam Nicole · Frankrig (FRA)     | Tracey Hannah · Australien (AUS)  |
| Junior Downhill          | Alessia Missiaggia · Italien (ITA)     | Samantha Kingshill · USA (USA)     | Flora Lesoin · Frankrig (FRA)     |
| Four-cross               | Caroline Buchanan · Australien (AUS)   | Franziska Meyer · Tyskland (GER)   | Anneke Beerten · Holland (NED)    |
| Trials                   | Nina Reichenbach · Tyskland (GER)      | Janine Jungfels · Australien (AUS) | Perrine Devahive · Belgien (BEL)  |

### Holdkonkurrencer
| Konkurrence   | Guld                                                                                     | Sølv                                                                            | Bronze                                                                                 |
| ------------- | ---------------------------------------------------------------------------------------- | ------------------------------------------------------------------------------- | -------------------------------------------------------------------------------------- |
| Cross-country | Frankrig · Victor Koretzky · Benjamin Le Ny · Pauline Ferrand-Prévot · Jordan Sarrou     | Tjekkiet · Matej Prudek · Richard Holec · Katerina Nash · Jaroslav Kulhavy      | Schweiz · Filippo Colombo · Vital Albin · Sina Frei · Lars Forster                     |
| Trials        | FRA · Vincent Hermance · Alex Rudeau · Manon Basseville · Louis Grillon · Nicolas Vallée | ESP · Irene Caminos · Jordi Araque · Eloi Palau · Rafael Tibau · Abel Mustieles | GER · Raphael Pils · Jonas Friedrich · Jannis Oing · Nina Reichenbach · Dominik Oswald |